# 호너 (기업)

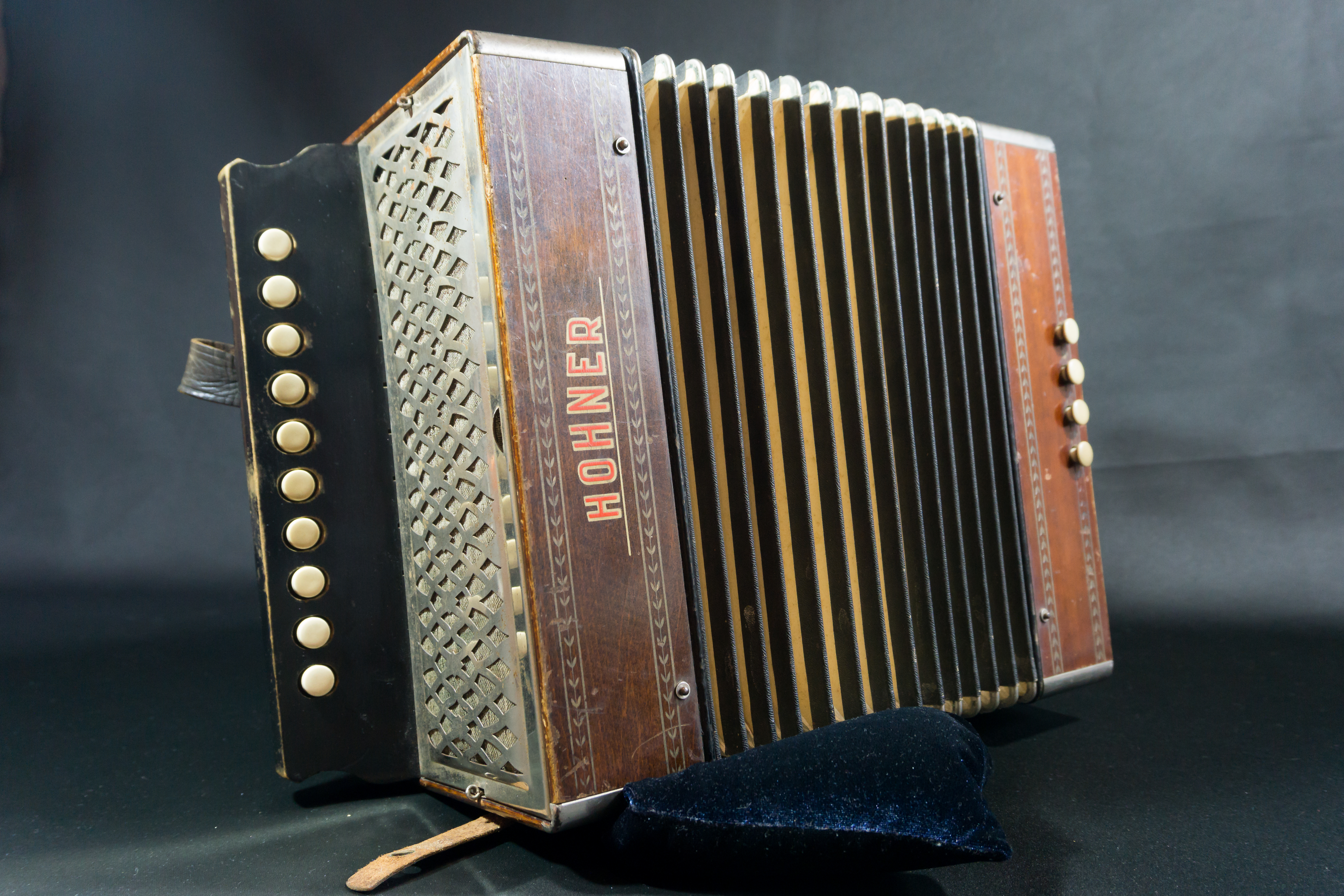
호너 아코디언

호너(Hohner)는 독일의 악기 제조사이다. 1857년에 창업하였다. 멜로디카, 하모니카 등이 주력 상품으로, 리코더 등의 교육 악기와 기타, 베이스 기타도 생산하고 있다.